# Technisch keramiek

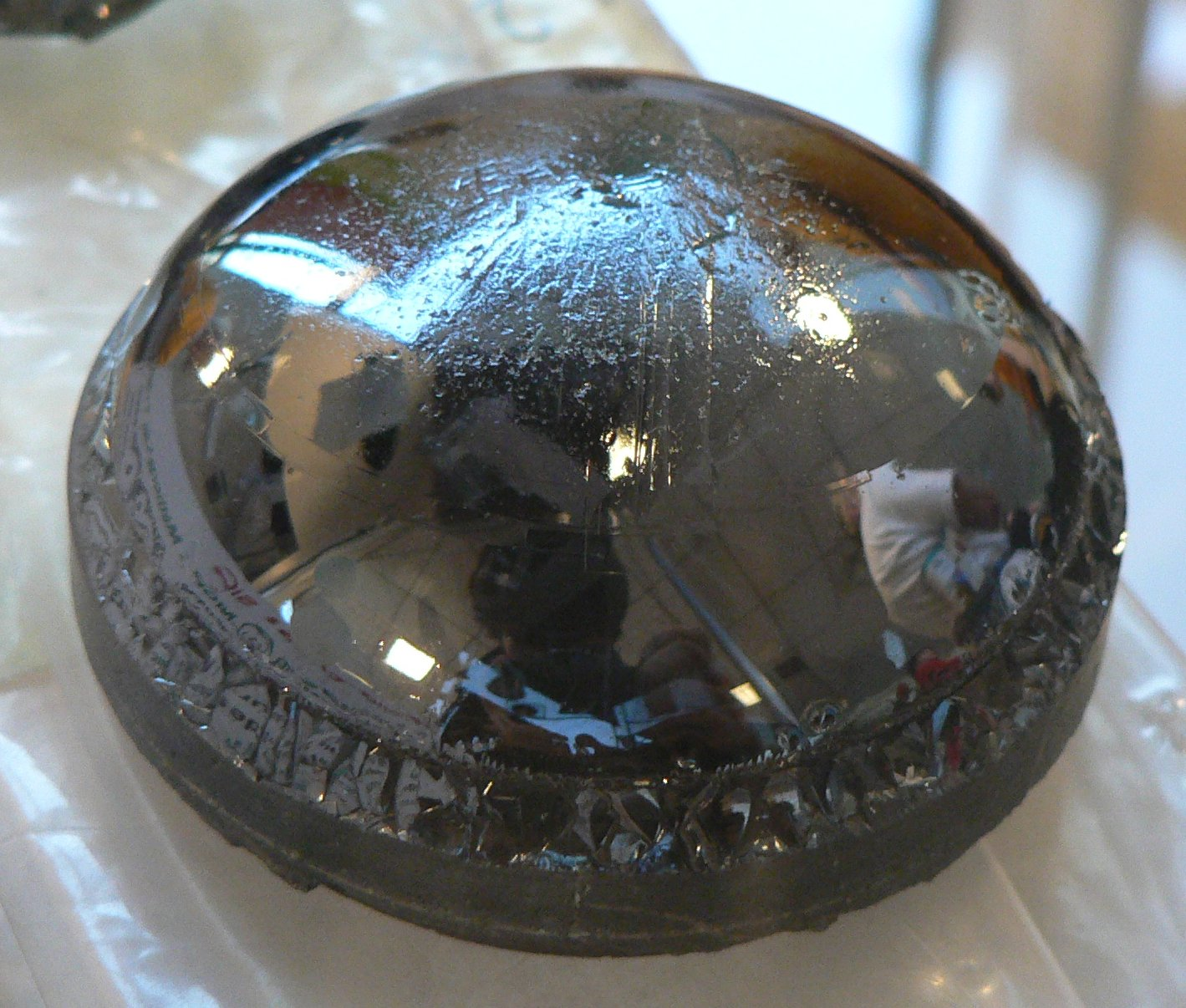
Eenkristal uit siliciumcarbide (SiC)

Vergelijkingsdiagram van de sterkte van verschillende typen materialen afgezet tegen de dichtheid
metalen
keramisch
keramisch
polymeren
composieten

Ionrooster van keukenzout (NaCl)

Kristallijne, geordende rangschikking van de covalente verbinding in kwarts (SiO_{2})

Technisch keramiek is een tak van de materiaalkunde, die zich bezighoudt met het onderzoek, ontwikkeling, productie en toepassing van technisch keramische materialen. Deze materialen worden zelf ook omschreven als technisch keramiek.

## Definitie
Voorbeelden van keramiek in het algemeen zijn bijvoorbeeld aardewerk, steengoed en porselein. Bij technisch keramiek moet men denken aan diamanten, supergeleiders en implantaten. 
Technisch keramische materialen verschillen van klassieke keramieken. Ze zijn:
- technologisch verbeterde of veranderde keramieken, of
- keramiek gebruikt voor een technische toepassing.

Klassiek keramiek zijn de klassiek keramische materialen uit de natuur en toepassingen in de kunst.

## Structuur en samenstelling

Spanning-rekdiagram van in het blauw een ductiel materiaal en in het rood een bros materiaal. Keramiek zal onder belasting de typisch brosse curve volgen; veel spanning aan kunnen (sterk en hard), maar met een minimale rek breken.

Breukvlak van een keramiek materiaal in een rasterelektronenmicroscoop, dat een brosse breuk weergeeft. Deze breuk heeft vlakke snijvlakken, waardoor het ook wel een splijtbreuk wordt genoemd.

### Structuur
Keramiek is een anorganisch materiaal dat noch een metaal noch een polymeer is. Keramieken bestaan uit minstens twee chemische elementen. Een van deze elementen is een niet-metaal en de ander mag zowel een metaal als een niet-metaal zijn.
Keramieken zijn die niet of nauwelijks oplosbaar en voor een belangrijk deel bestaan ze uit kristallijn materiaal, wat betekent dat de elementen zijn gerangschikt in een kristalrooster.
Sommige materiaalkundigen rekenen glas en ander glasachtig amorf keramiek ook tot de keramieken, maar vanwege de amorfe kristalstructuur worden ze vaak in een aparte materiaalcategorie geplaatst of in ieder geval apart benoemd. Keramiek heeft een kristallijne of polykristallijne kristalstructuur.
Er zijn twee verschillende type atoombindingen mogelijk voor de (poly)kristallijne technische keramieken, afhankelijk van de type elementen:
- Ionaire keramiek: een ionverbinding van een metaal en een niet-metaal, voorbeelden zijn de metaaloxides en stoffen met een ionogene structuur, zoals het bekende keukenzout (NaCl), valt in deze groep. De ionen stapelen zich in een zo dicht mogelijke stapeling op in een denkbeeldig ionrooster.
- Covalente keramiek: een covalente verbinding van twee niet-metalen, zoals siliciumdioxide (SiO2) en diamant (de monokristallijne allotroop van zuiver koolstof, C). De moleculen verbinden zich in kettingen, monolagen (grafeen) of tetraëdrisch (kwarts).

### Samenstelling
Keramiek materiaal kan naast technisch en klassiek keramiek ook worden opgedeeld in drie materiaalcategorieën aan de hand van de samenstelling. Elk van deze klassen kunnen worden ontwikkeld tot het verkrijgen van unieke materiaaleigenschappen:
1. Oxides: verbinding van zuurstof en een ander element
  - metaaloxide (alumina, magnesiumoxide),
  - mineraaloxide (berylliumoxide, ceria, zirconia)
2. Non-oxides: verbinding die geen zuurstof bevat
  - borides
  - carbides
  - nitrides
  - silicides
3. Composieten (samengevoegde materialen): deeltjesversterkt, vezelversterkt, combinatie van oxides en non-oxides

## Productie
Keramiek ontstaat door verhitting (in bijvoorbeeld een oven), soms in combinatie met druk, waarbij de minimaal twee aanwezige elementen het keramiek vormen. Eerst krijgen de producten uit technisch keramiek bij kamertemperatuur hun vorm en daarna worden ze bij hoge temperaturen (>1200 °C voor technische keramiek) gebakken en zullen de producten hun typische materiaaleigenschappen verkrijgen.

## Mechanische eigenschappen
Keramische materialen hebben een aantal zeer bruikbare mechanische eigenschappen. Ze zijn zeer hard en bezitten een hoge vloeigrens (sterk). Ze zijn erg slijtvast, hittebestendig, isoleren zowel elektrisch als thermisch en zijn niet magnetisch. Hier zijn uitzonderingen op, zo zijn sommige keramieken zelfs supergeleidend. Daarnaast zijn ze erg resistent tegen corrosie.
Een groot nadeel van dergelijke materialen is echter dat ze vaak niet ductiel (vervormbaar) of taai zijn, maar erg bros met een lage breuktaaiheid. Door deze brosheid zal het materiaal abrupt kunnen bezwijken wanneer er scheuren in ontstaan. Dit fenomeen is ook te zien bij een sterretje in de voorruit van een auto, welke spontaan kan doorscheuren over het materiaal.
Door de keramiek echter toe te passen als een dunne laag (coating of thin film) op een ander taaier materiaal, kunnen de beste eigenschappen van beiden worden gecombineerd. Bijvoorbeeld de slijtvastheid van de keramiek en de vervormbaarheid van een metaal. Dit wordt bijvoorbeeld toegepast op gereedschap en messen.

## Toepassingen

### Voorbeelden
Enkele gangbare technische keramieken zijn:
- Aluminiumoxide (Al2O3)
- Boornitride (BN)
- Hydroxyapatiet (HA)
- Siliciumcarbide (SiC)
- Siliciumoxide (SiO2)
- Siliciumnitride (Si3N4)
- Yttrium-barium-koperoxide (YBaCuO)
- Zirkonium(IV)oxide (ZrO2)
- β-tricalciumfosfaat

### Toepassingen
Technische keramieken zijn onder andere te vinden in de toepassingen van hoge temperatuur componenten, als harde en slijtvaste lagen en als beschermingslaag tegen corrosie of radiatie, zoals:
- Substraten in elektrische circuits
- Gereedschap, zoals snijgereedschap en boren
- Medische toepassingen, zoals implantaten voor botten en gebitselementen
- Keramische laag op bijvoorbeeld zuigerstangen of in pannen ter vervanging van de anti-aanbaklaag
- Isolatie bij hoge temperaturen, zoals ovens en monsternames van staal
- Vensters voor infrarode lasers
- Warmtewisselaars
- Supergeleidende onderdelen en halfgeleiders
- Kogellagers en andere lagers
- Remschijven

Voorbeelden van de toepassing van technische keramieken
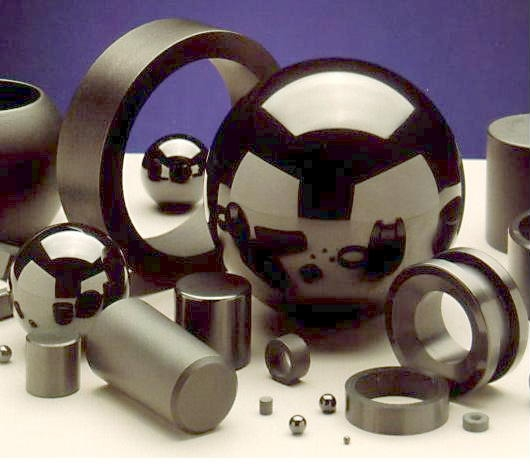
Siliciumnitride lagers en lageronderdelen
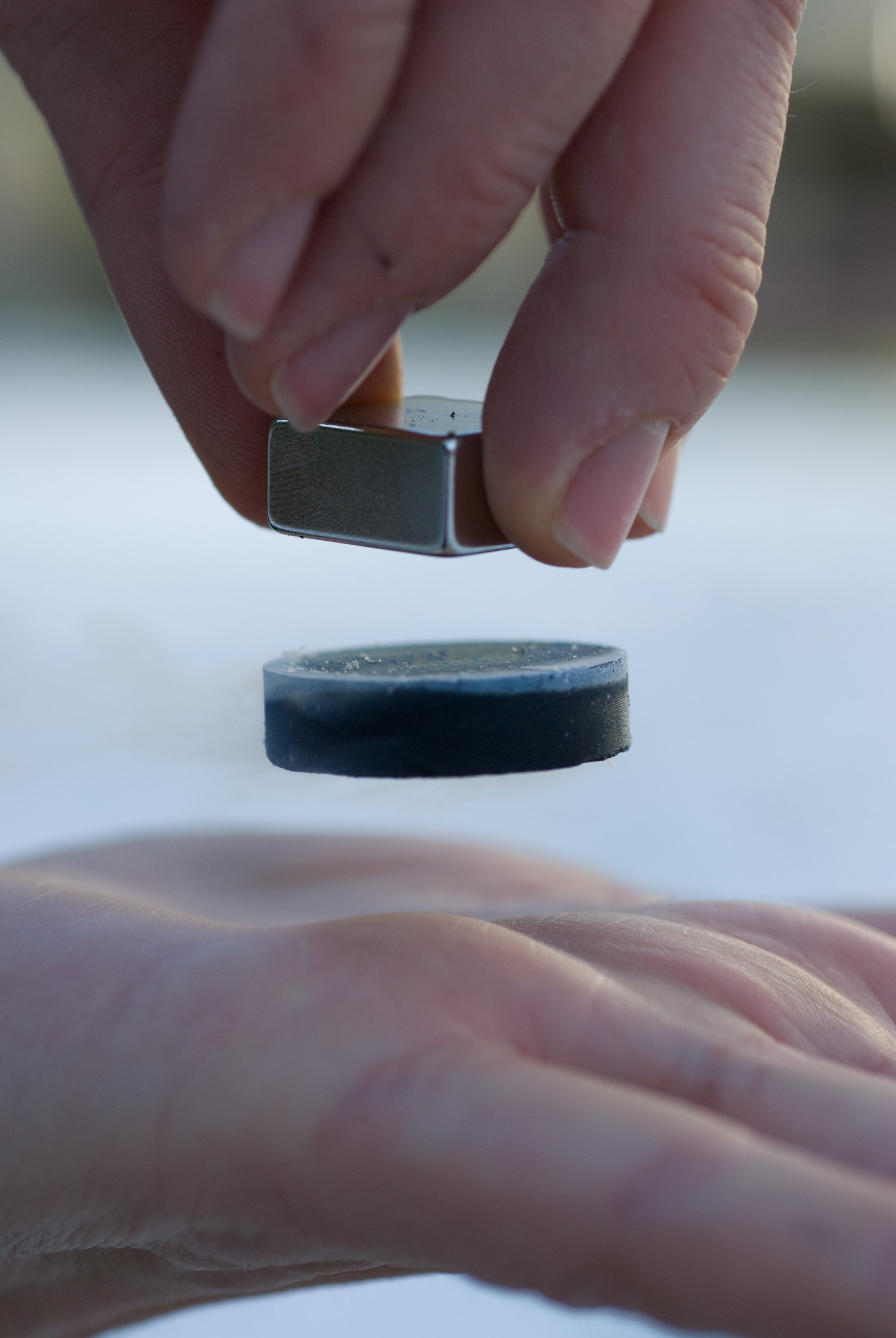
Supergeleider van YBa2Cu3O7  laat een magneet "zweven"
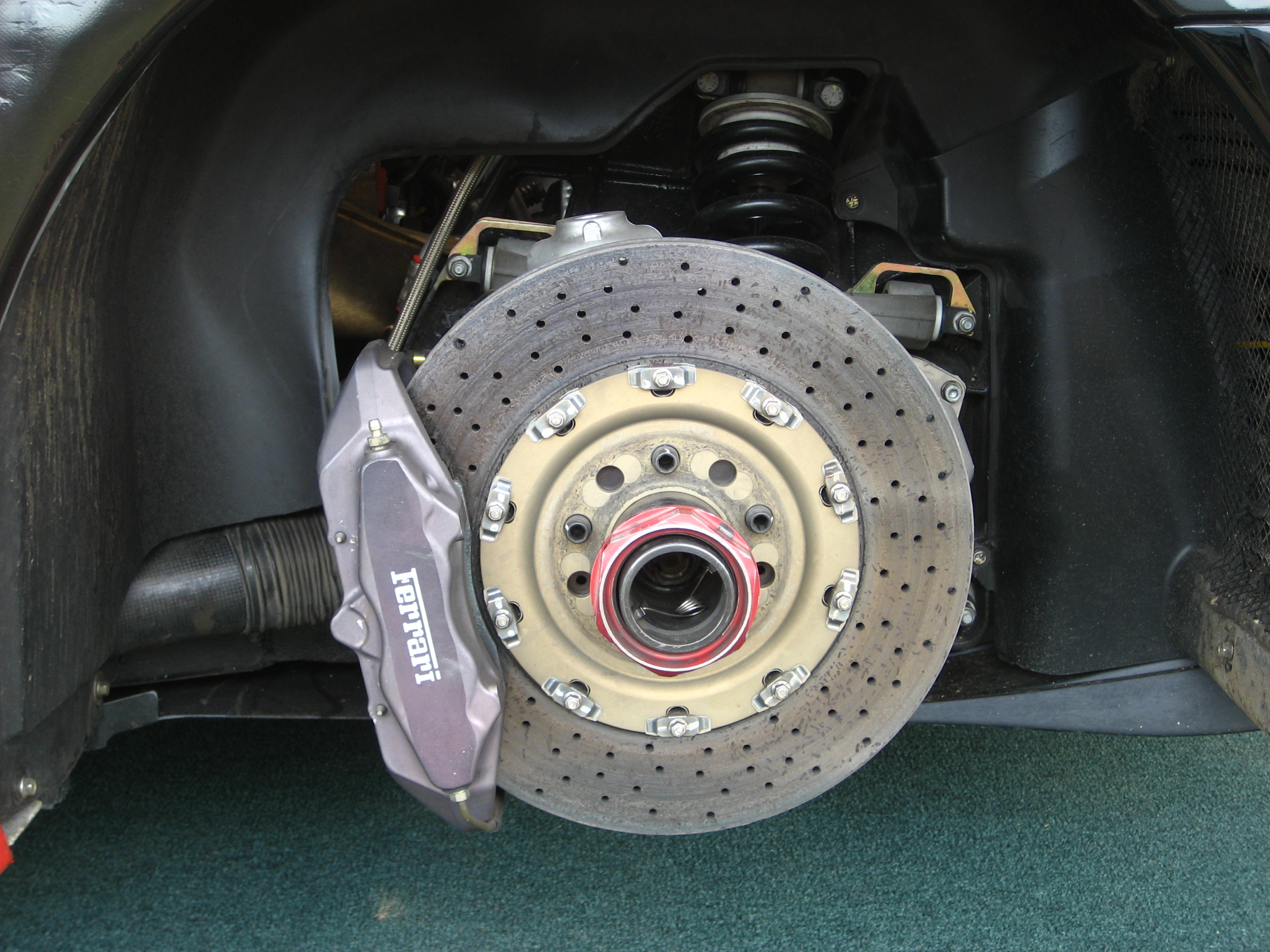
Remschijf in een Ferrari F430
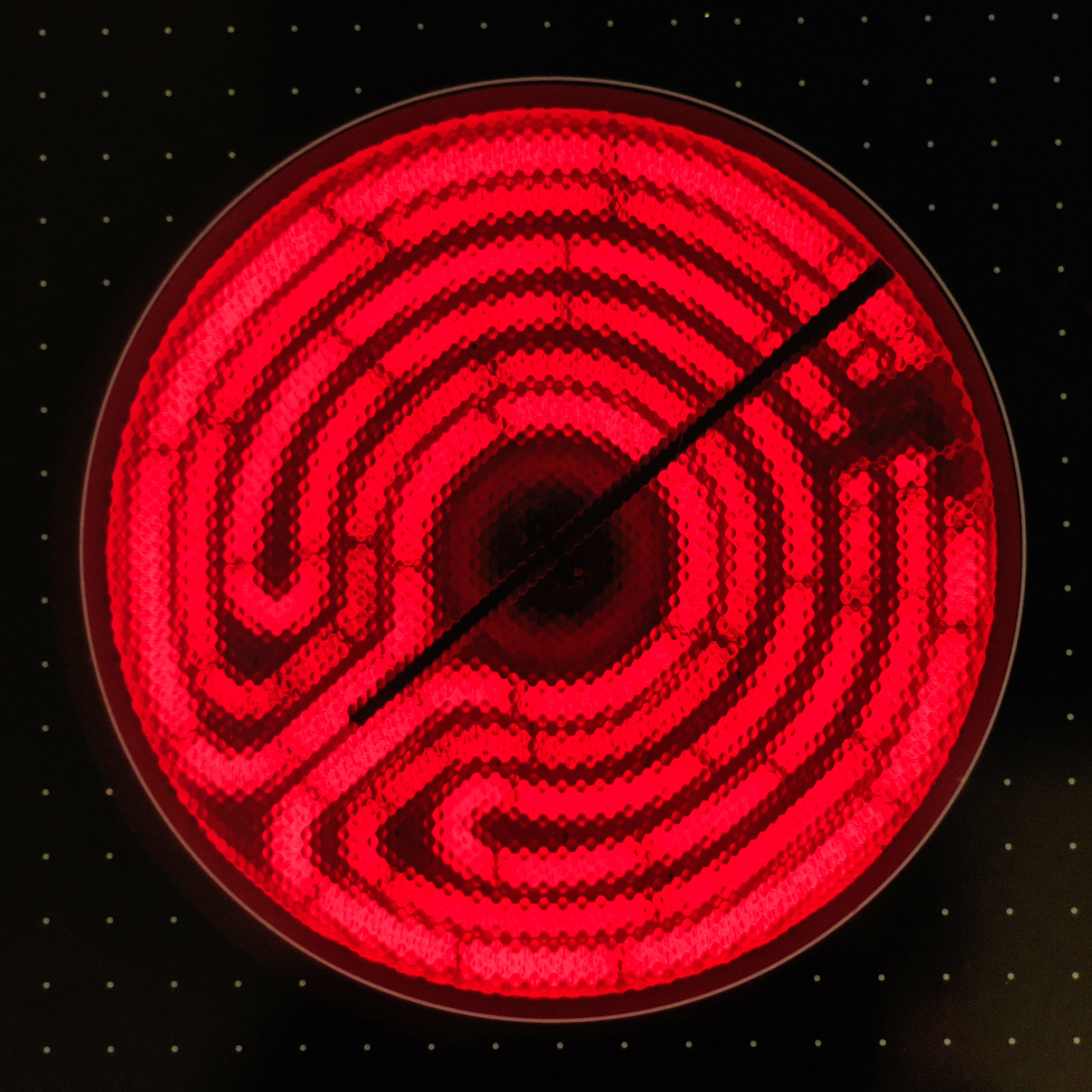
Elektrische kookplaat
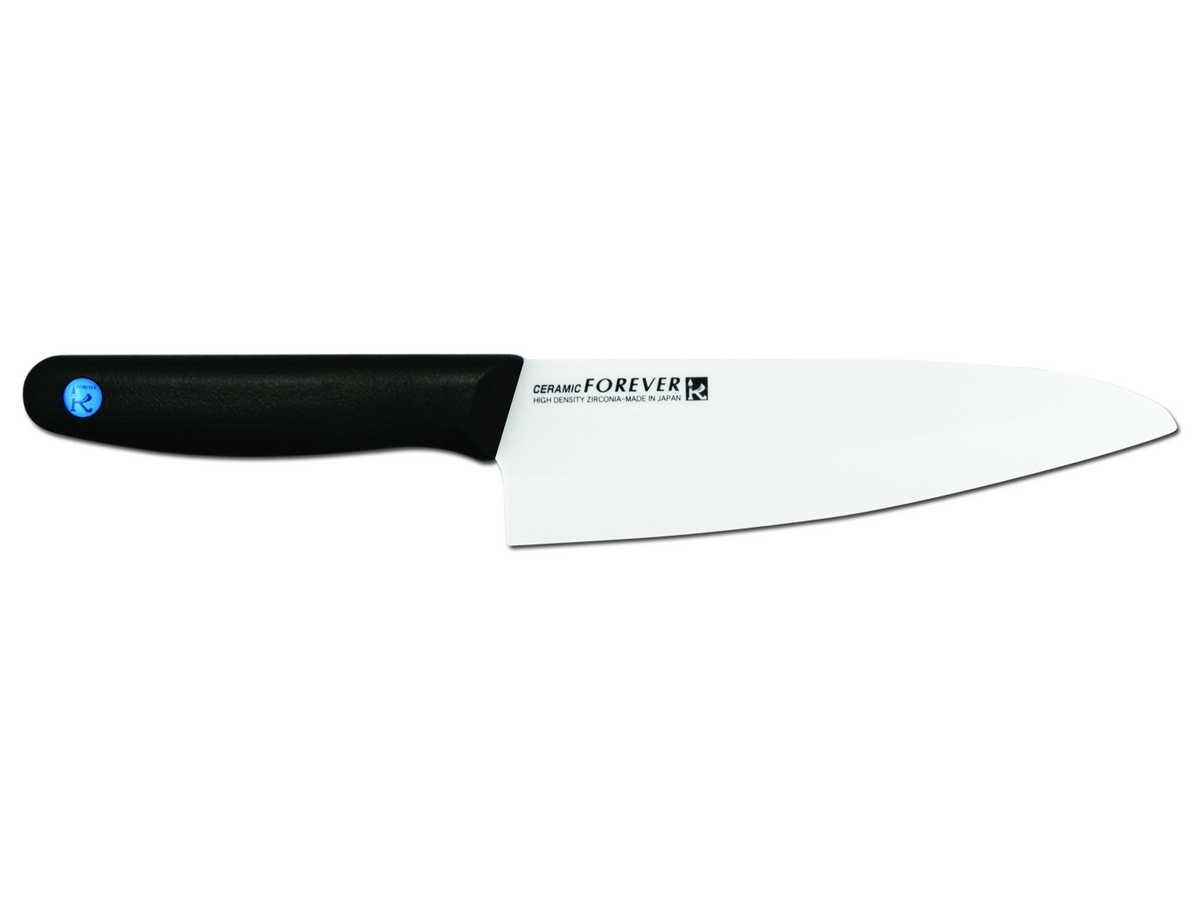
Kookmes
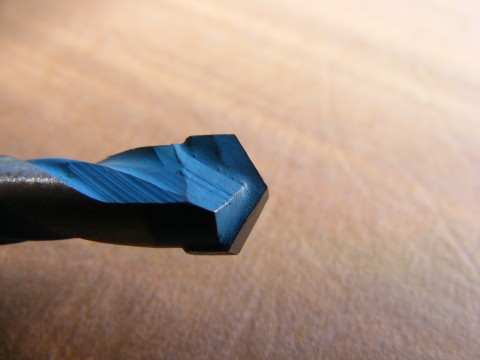
Boortjes